# Conaire Mór
Conaire Mór ['konarʴe moːr] („Conaire der Große“) ist der Name eines irischen Hochkönigs von Tara (Temair). Er ist in einigen Erzählungen im Ulster-Zyklus der keltischen Mythologie eine der Hauptpersonen.

## Mythologie
Conaire Mór ist der Sohn der zauberkräftigen Mes Buachalla, der Gattin des irischen Königs Etarscél. In einer Version seiner Zeugung ist Etarscél selbst der Vater Conaire Mórs, in einer anderen wurde Mes Buachalla noch vor ihrer Heirat von einem Unbekannten in Vogelgestalt geschwängert. Er ist ein direkter Nachkomme von Étaín über ihre Tochter, ebenfalls Étaín genannt, der Gemahlin von Cormac mac Airt, dem König Ulsters, und deren Tochter ist Mes Buachalla.
Er hat die gessi (Tabus), wegen seiner mythischen Geburt keine Vögel jagen zu dürfen, nie die neunte Nacht außerhalb Taras zuzubringen, in keinem Haus zu übernachten, dessen Herdfeuer in der Nacht nach außen leuchtet und in das man hineinsehen könne und zum Haus einer Rothaarigen dürfen ihm keine drei Roten vorausgehen.
In der Sage Togail Bruidne Da Derga („Die Zerstörung der Halle Da Dergas“) kommt er letztlich zu Tode, weil er gegenüber der Hexe Cailb eine seiner gessi verletzt und außerdem gegen das Gebot der fír flathemon („die Gerechtigkeit des Königs“) verstößt.